# إديث براون كليمنت
إديث براون كليمنت (بالإنجليزية: Edith Brown Clement) هي محامية وقاضية أمريكية، ولدت في 29 أبريل 1948 في برمنغهام في الولايات المتحدة.

## وصلات خارجية
- إديث براون كليمنت على موقع إن إن دي بي (الإنجليزية)